# Mauna Iki
Pour les articles homonymes, voir Mauna.
Le Mauna Iki, toponyme hawaïen signifiant littéralement en français « petite montagne », est un cône volcanique situé sur les pentes du Kīlauea, le volcan le plus actif d'Hawaï, aux États-Unis. Il s'élève à 920 mètres d'altitude sur le rift Sud-Ouest, dans le désert de Kaʻū,.

## Géographie
Le Mauna Iki est situé dans le Sud-Est de l'archipel, de l'île et de l'État d'Hawaï. Administrativement, il se trouve dans le district de Kaʻū du comté d'Hawaï, dans le parc national des volcans d'Hawaï. Il se trouve sur le Kīlauea, au sud-ouest de sa caldeira sommitale, dans le désert de Kaʻū, une région dépourvue de végétation en raison des pluies acides provoquées par le survol du panache volcanique du Halemaʻumaʻu chargé en soufre,. Il est entouré par la Hawaii Route 11 au nord-ouest, le Puʻu Koaʻe, les Twin Pit Craters et le Yellow Cone au nord-est et les Kamakaiʻa Hills au sud.
Faisant partie du rift Sud-Ouest du Kīlauea, le Mauna Iki est un cône volcanique secondaire aux pentes peu prononcées et à la proéminence peu marquée. Il culmine à 920 mètres d'altitude et ne comporte aucun cratère. Juste à côté de son sommet passent plusieurs sentiers : le Kaʻū Desert Trail du nord-est vers le sud, le Mauna Iki Trail qui arrive du nord-est et dont les dernières centaines de mètres sont en commun avec le Kaʻū Desert Trail et le Footprints Trail qui arrive du nord-ouest.

## Histoire
Le Mauna Iki s'est formé du 21 décembre 1919 au 30 juillet 1920 au cours de son unique éruption. Celle-ci a émis un volume de 48 × 106 m3 de lave sous la forme de coulées qui ont progressé vers le sud-sud-ouest en direction de l'océan Pacifique. Peu puissante, son indice d'explosivité volcanique est de 0.